# 上桥镇
上桥镇，是中华人民共和国宁夏回族自治区吴忠市利通区下辖的一个乡镇级行政单位。

## 行政区划
上桥镇下辖以下地区：
瓜儿渠村、上桥村、花寺村、涝河桥村、牛家坊村、中华村、解放村和罗渠村。